# Bettina Böhler
Pour les articles homonymes, voir Böhler.
Bettina Böhler, née le 24 juin 1960 à Fribourg-en-Brisgau (Allemagne), est une monteuse allemande.

## Biographie
Bettina Böhler commence sa carrière cinématographique à l'âge de dix-neuf ans en tant que stagiaire dans une société de copie et assistante de synchronisation. Depuis 1985, elle travaille en tant que rédactrice en chef avec des réalisateurs allemands de renom de différents horizons tels que Christian Petzold, Christoph Schlingensief, Oskar Roehler et Angelina Maccarone. elle a monté plus de cinquante longs métrages, documentaires et téléfilms.
Dans sa collaboration avec divers réalisateurs, elle a joué un rôle clé dans l'élaboration du rythme narratif et de la structure d'assemblage de l'école de Berlin. De nombreuses œuvres ont été présentées et récompensées dans les festivals internationaux de cinéma de Cannes, Venise et Berlin.
Le travail de Bettina Böhler est caractérisé par la « coupe invisible », qui attire l'attention sur le récit et l'atmosphère, et place le montage lui-même en arrière-plan. Elle a travaillé avec le réalisateur Marcel Gisler sur plusieurs films.
En 2007, elle a reçu le prix du film de Brême pour de nombreuses années au service du cinéma européen. En 2012, Barbara a été nommé pour le 62e Prix du cinéma allemand pour sa collaboration avec Christian Petzold. Bettina Böhler a de nouveau été nommée pour le German Film Award en 2017 pour le montage du long métrage Sauvage (Wild).
Avec le documentaire Schlingensief - Into the Silence, sorti le 21 février 2020 dans le cadre du 70e Festival international du film de Berlin, Böhler présente son premier travail de réalisateur.
Bettina Böhler vit avec sa partenaire, la cinéaste Angelina Maccarone, à Berlin. Elle est chargée de cours à l'Académie allemande du cinéma et de la télévision de Berlin (DFFB). Böhler est membre de l'Académie européenne du cinéma, de l'Académie des arts et des sciences du cinéma et de l'Académie des arts de Berlin.

## Filmographie partielle

### En tant que monteuse

#### Au cinéma
- 1986 : Du mich auch de Dani Levy
- 1988 : Brennende Betten de Pia Frankenberg
- 1988 : Überall ist es besser, wo wir nicht sind de Michael Klier
- 1991 : Die blaue Stunde de Marcel Gisler
- 1991 : Ostkreuz de Michael Klier
- 1991 : Taiga de Ulrike Ottinger
- 1992 : Langer Gang de Yılmaz Arslan
- 1992 : Terror 2000 de Christoph Schlingensief
- 1995 : Cuba Libre de Christian Petzold
- 1995 : Novalis (Die blaue Blume) de Herwig Kipping
- 1996 : Gefährliche Freundin de Hermine Huntgeburth
- 1997 : Die 120 Tage von Bottrop de Christoph Schlingensief
- 1998 : F. est un salaud de Marcel Gisler
- 1998 : Drachenland de Florian Gärtner
- 1998 : Plätze in Städten de Angela Schanelec
- 1999 : Vertrauen ist alles de Berno Kürten
- 2000 : Danach hätte es schön sein müssen (documentaire) de Karin Jurschick
- 2000 : Contrôle d'identité (Die innere Sicherheit) de Christian Petzold
- 2000 : Heidi M. de Michael Klier
- 2000 : Mein langsames Leben de Angela Schanelec
- 2002 : Voyage scolaire (Klassenfahrt) de Henner Winckler
- 2001 : Toter Mann de Christian Petzold
- 2003 : Eau dormante (Khamosh Pani: Silent Waters) de Sabiha Sumar
- 2003 : Farland de Michael Klier
- 2003 : My Friend Henry de Auli Mantila
- 2003 : Zwischen Nacht und Tag de Nicolai Rohde
- 2004 : Marseille d'Angela Schanelec
- 2004 : Close de Marcus Lenz
- 2005 : Fantômes (Gespenster) de Christian Petzold
- 2005 : Fremde Haut de Angelina Maccarone
- 2006 : Désir(s) (Sehnsucht) de Valeska Grisebach
- 2006 : Lucy de Henner Winckler
- 2007 : Nachmittag d'Angela Schanelec
- 2006 : Verfolgt de Angelina Maccarone
- 2006 : Der Anfang war gut (documentaire) de Susanna Salonen
- 2007 : Yella de Christian Petzold
- 2007 : Vivere de Angelina Maccarone
- 2009 : Fragments d'Allemagne (Deutschland 09, segment : Die Unvollendete de Nicolette Krebitz)
- 2008 : Jerichow de Christian Petzold
- 2008 : Pomegranates and Myrrh (Al mor wa al rumman) de Najwa Najjar
- 2009 : Lulu & Jimi de Oskar Roehler
- 2010 : Goebbels et le Juif Süss : Histoire d'une manipulation (Jud Süß - Film ohne Gewissen) d'Oskar Roehler
- 2010 : La Lisière (Am Waldrand) de Géraldine Bajard
- 2011 : The Look - Charlotte Rampling (film documentaire) de Angelina Maccarone
- 2012 : Barbara de Christian Petzold
- 2012 : Hannah Arendt de Margarethe von Trotta
- 2013 : Gold de Thomas Arslan
- 2013 : Rosie de Marcel Gisler
- 2014 : Patong Girl de Susanna Salonen
- 2014 : Phoenix de Christian Petzold
- 2014 : Tolerant? Sind wir selber (trois vidéoclips : Coming out, Eltern, Maskerade)
- 2015 : Die abhandene Welt de Margarethe von Trotta
- 2016 : Sauvage (Wild) de Nicolette Krebitz
- 2017 : Axolotl Overkill de Helene Hegemann
- 2017 : Gift de Daniel Harrich
- 2017 : Western de Valeska Grisebach
- 2018 : Transit de Christian Petzold
- 2019 : Nur eine Frau de Sherry Hormann
- 2020 : Ondine de Christian Petzold
- 2023 : Le Ciel rouge (Roter Himmel) de Christian Petzold
- 2024 : September and July (September Says) d'Ariane Labed

#### À la télévision
- 2003 : L'Ombre de l'enfant (Wolfsburg) de Christian Petzold (téléfilm)
- 2007 : Tatort (épisode Wem Ehre gebührt) d'Angelina Maccarone
- 2009 : Tatort (épisode Borowski und die Sterne) d'Angelina Maccarone
- 2011 : Dreileben (Etwas Besseres als den Tod) de Christian Petzold
- 2015 : Polizeiruf 110 (épisode Kreise) de Christian Petzold

### En tant que réalisatrice et monteuse
- 2020 : Schlingensief - Shouting Into the Silence (documentaire cinéma)

## Récompenses et distinctions
- 2000 : Prix allemand du meilleur montage pour Contrôle d'identité (Die innere Sicherheit)[4]
- 2001 : Prix des critiques de cinéma allemands pour lContrôle d'identité[5]
- 2007 : Prix du cinéma de Brême pour Yella
- 2007 : Prix du film Femina pour Yella[6]
- 2012 : Prix des critiques de cinéma allemandes pour Barbara[7]
- 2012 : Nomination pour le Prix du cinéma allemand dans la catégorie Meilleur montage pour Barbara
- 2017 : Nomination au German Film Award dans la catégorie Meilleur montage pour Sauvage
- (en) Bettina Böhler: Awards, sur l'Internet Movie Database